# Дежань
Дежань, Дежані (рум. Dejani) — село у повіті Брашов в Румунії. Входить до складу комуни Реча.
Село розташоване на відстані 168 км на північний захід від Бухареста, 53 км на захід від Брашова.

## Населення
За даними перепису населення 2002 року у селі проживала 491 особа.
Національний склад населення села:
| Національність | Кількість осіб | Відсоток |
| -------------- | -------------- | -------- |
| румуни         | 459            | 93,5%    |
| цигани         | 30             | 6,1%     |

Рідною мовою назвали:
| Мова      | Кількість осіб | Відсоток |
| --------- | -------------- | -------- |
| румунська | 464            | 94,5%    |
| циганська | 27             | 5,5%     |